# Понтинья (станция метро)
«Понти́нья» (порт. Pontinha) — станция Лиссабонского метрополитена. Находится в западной части города. Расположена на Синей линии (Линии Чайки) между станциями «Алфорнелуш» и «Карниде». Открыта 18 октября 1997 года. Название дословно переводится с португальского как «наконечник» или «окончание», что связано с расположением станции на границе Лиссабона и Амадоры. Однако станция относится к зоне «L», т.е. к зоне Лиссабона.  С момента открытия и до 15 мая 2004 года была конечной станцией Синей линии. Расположена в районе Понтинья.

## Описание
Архитектурно станция схожа со станцией «Карниде», с которой была открыта в один день в рамках расширения синей линии на запад.
Художественным оформлением станции руководил Луиш Жасинту. Стены вестибюля украшены керамическими плитками. На плитках изображены косые линии красного, синего, зелёного и жёлтого цветов, оплетающие всё внутреннее пространство станции.
Станция является одной из немногих в Лиссабонском метрополитене, имеющих отдельно стоящий наземный вестибюль.

## Галерея

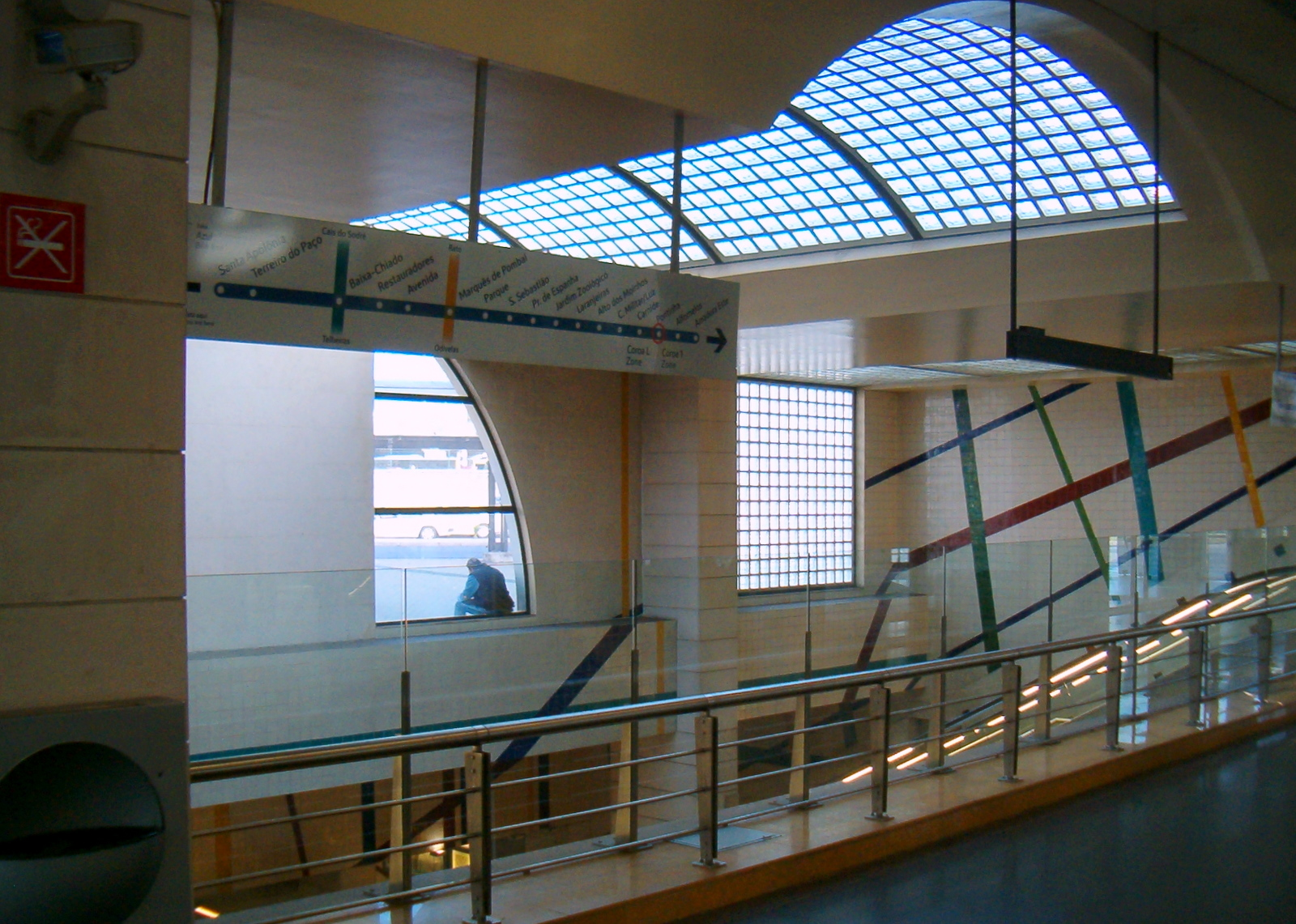
Одна из торцевых частей вестибюля
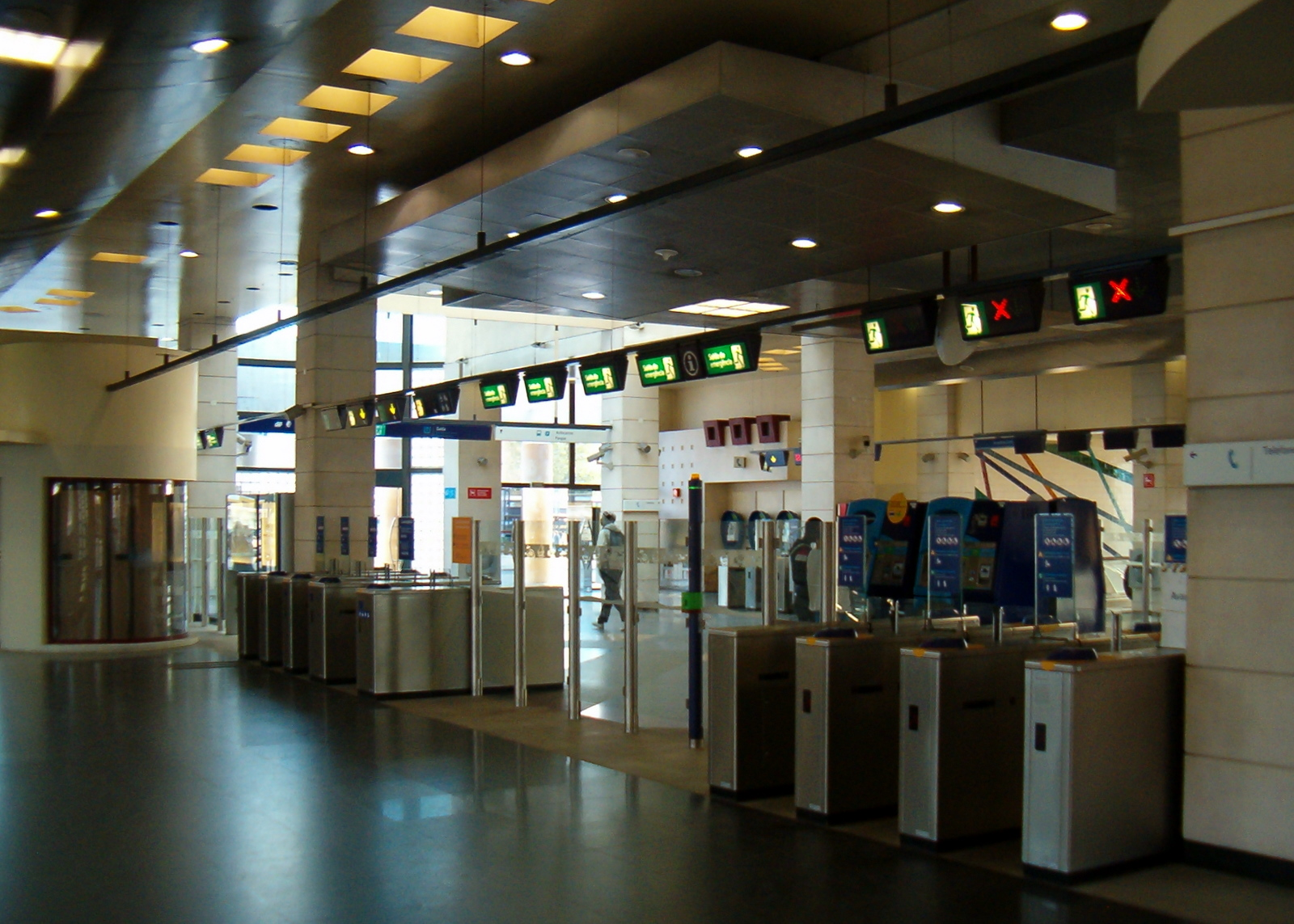
Пропускные турникеты
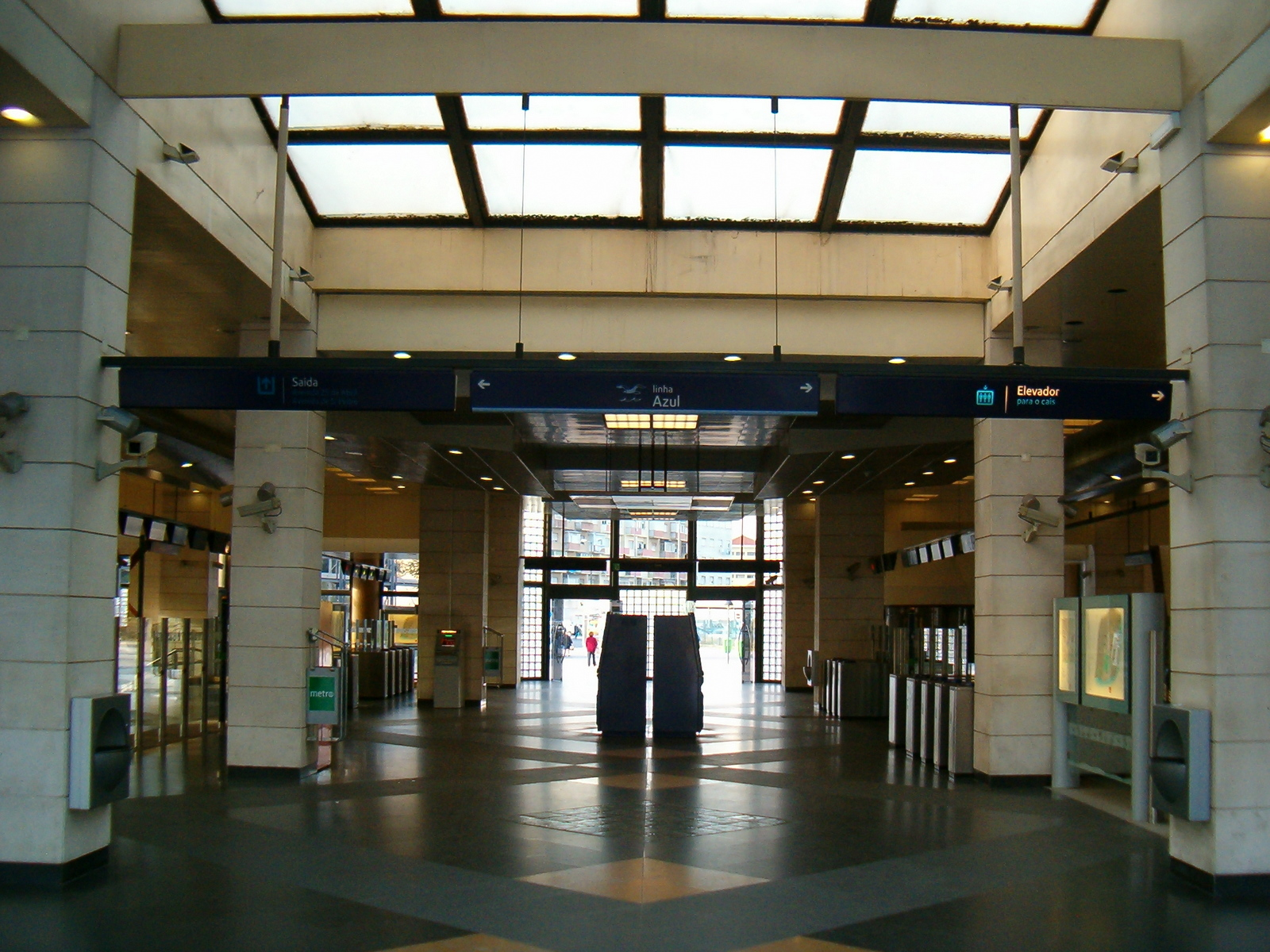
Интерьер наземного вестибюля
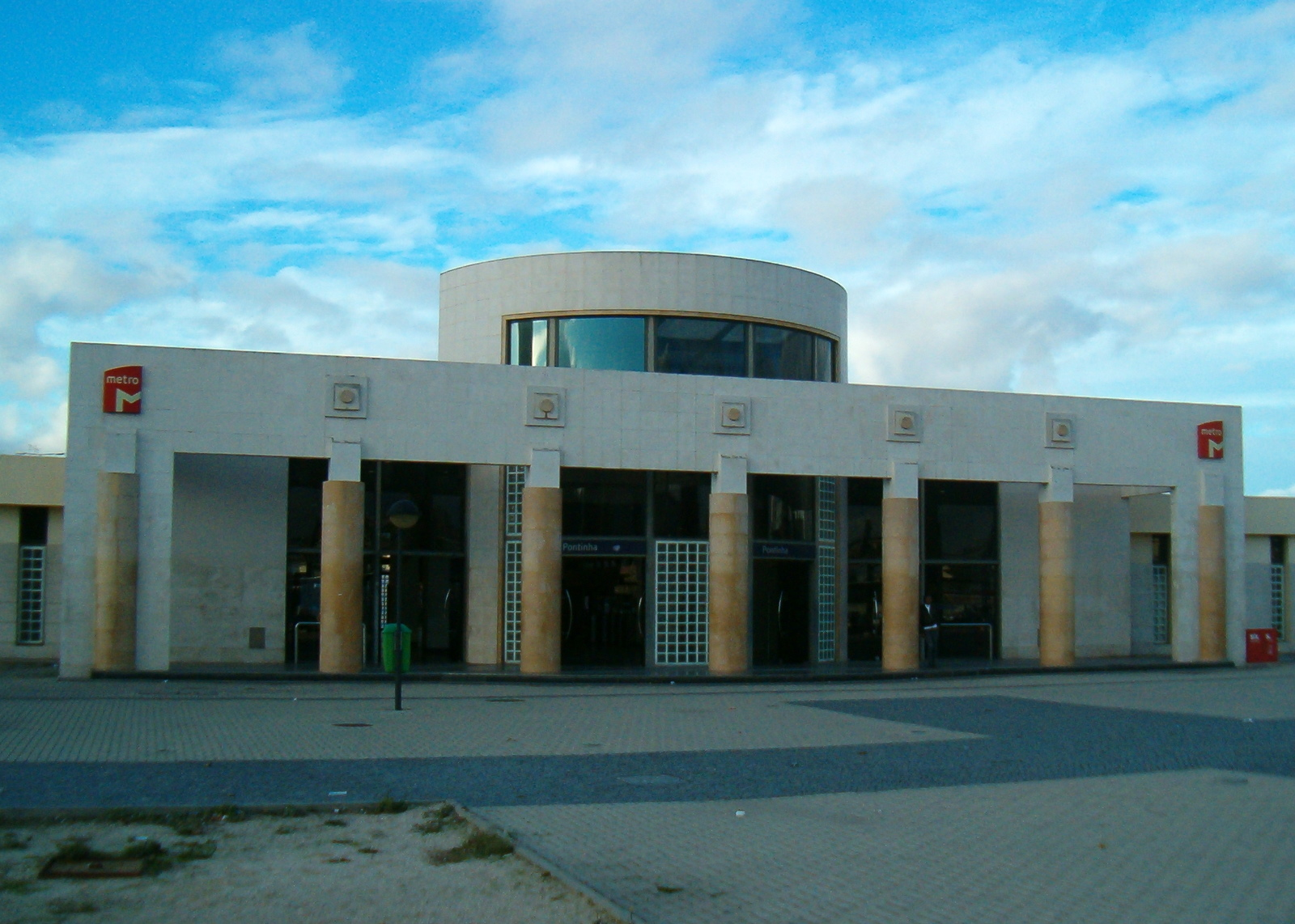
Экстерьер наземного вестибюля
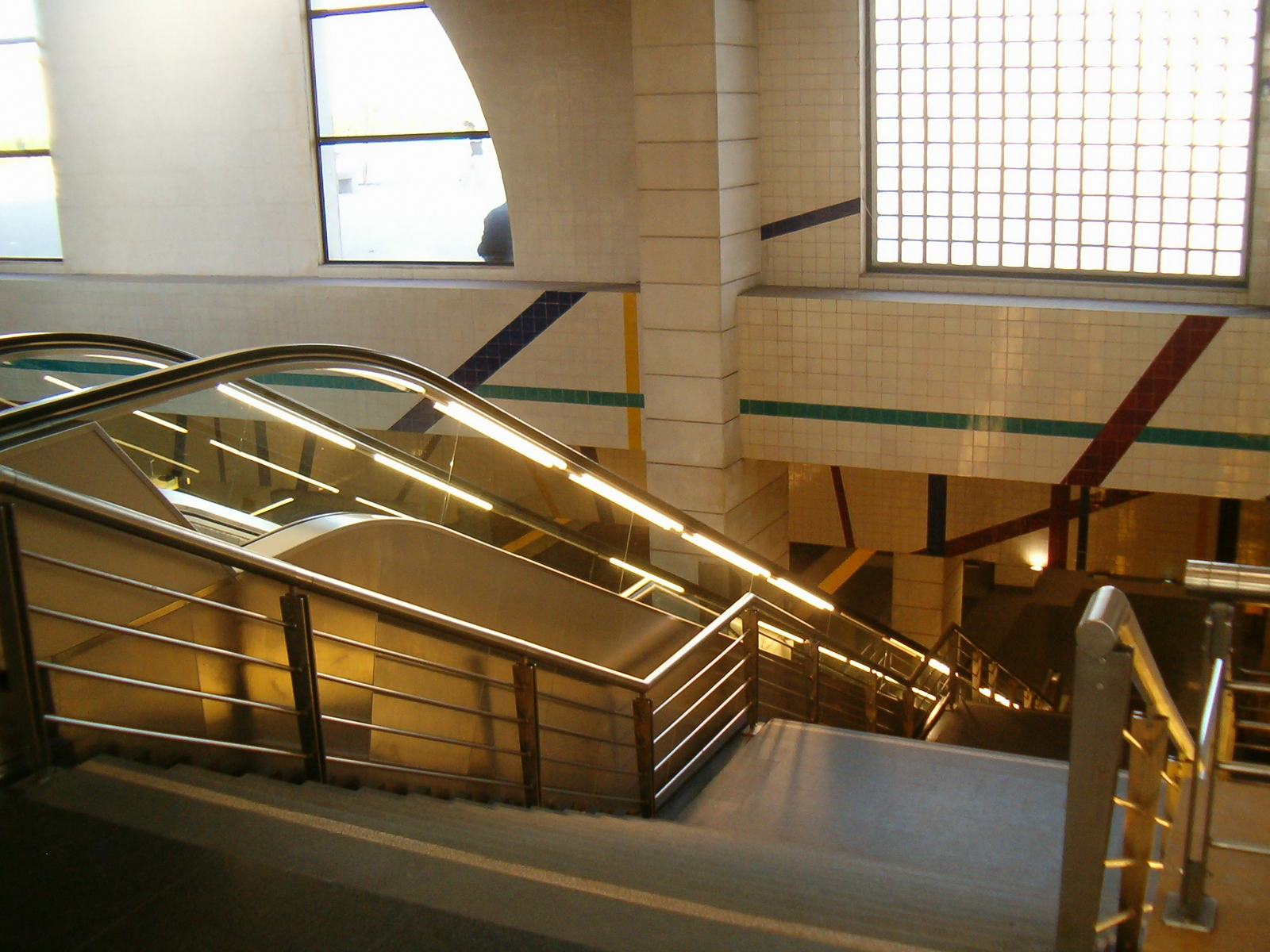
Спуск на платформы
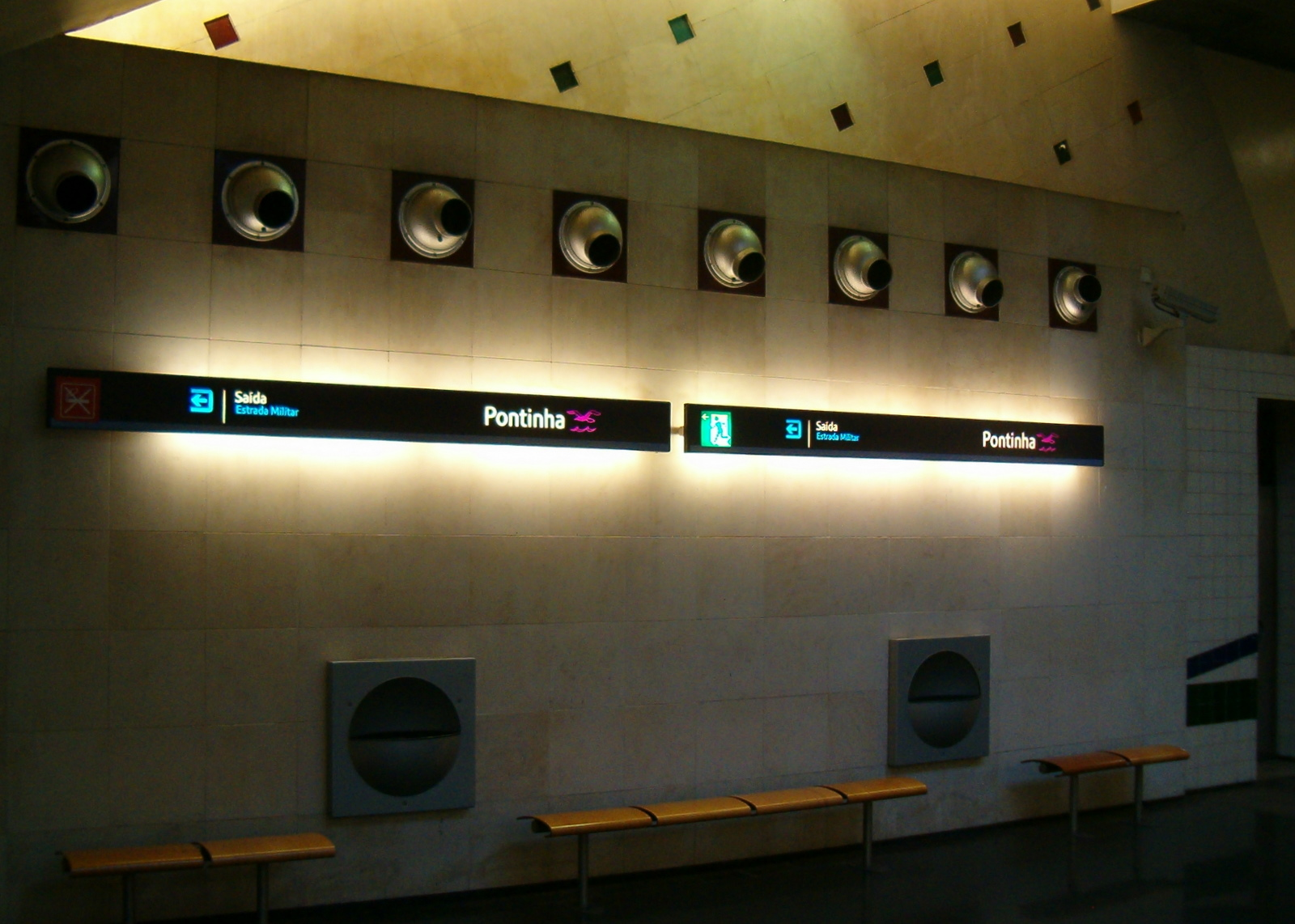
Декорация стен
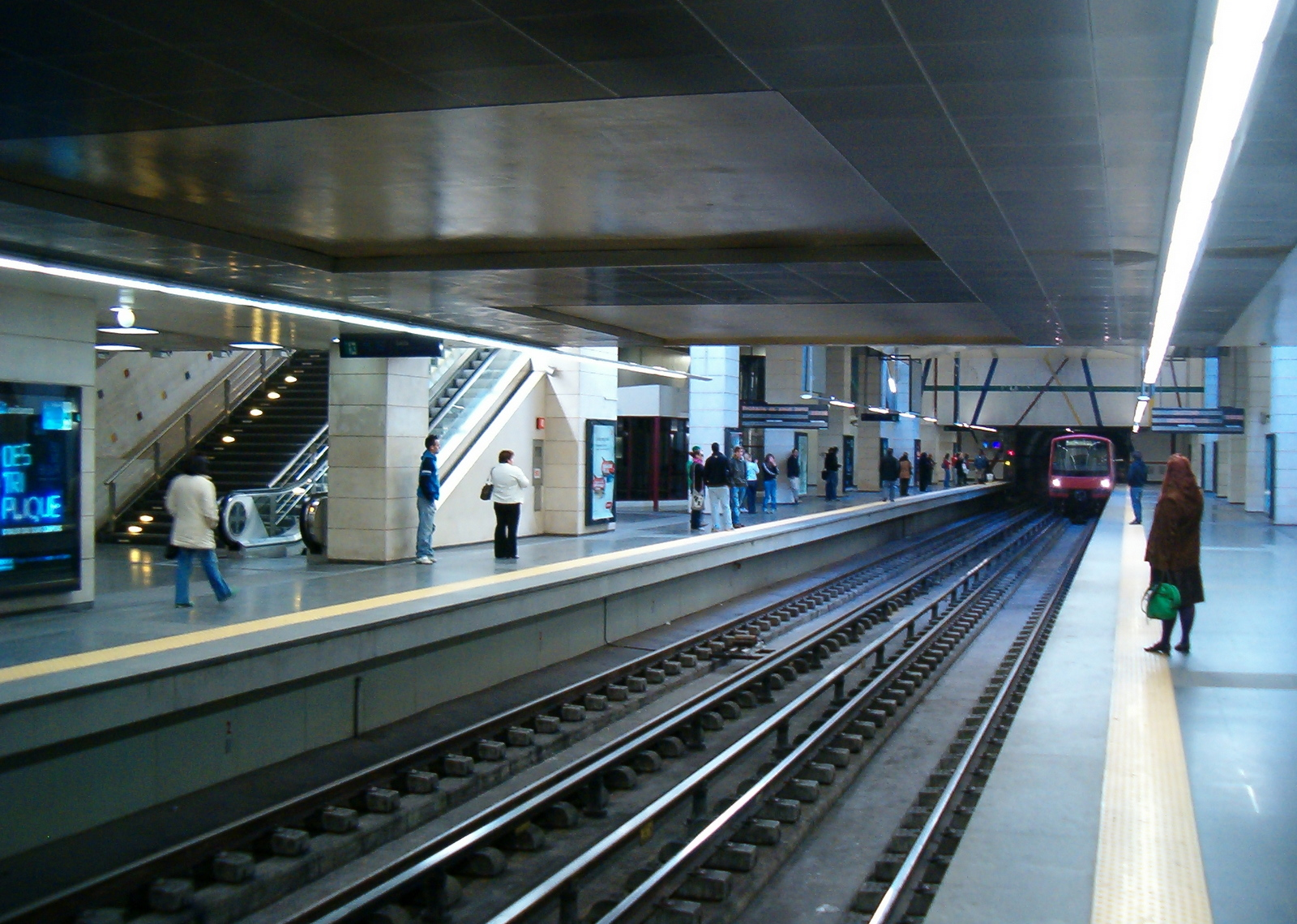
Посадочные платформы